# نوتاسولغا
نوتاسولغا (بالإنجليزية: Notasulga)‏ هي مدينة أمريكية تقع في ولاية ألاباما.تبلغ مساحة هذه المدينة 36.1 (كم²)،ويبلغ عدد سكانها 916 نسمة حسب إحصاء سنة 2010 م.

## التركيبة السكانية
حدّد مكتب تعداد الولايات المتحدة بيانات التركيبة السكانية لنوتاسولغا في تعداد الولايات المتحدة. في ما يلي، التركيبة السكانية حسب تعدادي 2000 و2010.

### تعداد عام 2000
بلغ عدد سكان نوتاسولغا 916 نسمة بحسب تعداد عام 2000، وبلغ عدد الأسر 393 أسرة وعدد العائلات 261 عائلة مقيمة في البلدة. في حين سجلت الكثافة السكانية 25.3 نسمة لكل كيلومتر مربع (65.5/ميل2). وبلغ عدد الوحدات السكنية 446 وحدة بمتوسط كثافة قدره 12.3 لكل كيلومتر مربع (31.9/ميل2).
وتوزع التركيب العرقي للبلدة بنسبة 66.27% من البيض و32.42% من الأمريكيين الأفارقة و0.22% من الأمريكيين الأصليين و0.55% من الأعراق الأخرى و0.55% من عرقين مختلطين أو أكثر و0.76% من الهسبانيون أو اللاتينيون من أي عرق.
بلغ عدد الأسر 393 أسرة كانت نسبة 30.5% منها لديها أطفال تحت سن الثامنة عشر تعيش معهم، وبلغت نسبة الأزواج القاطنين مع بعضهم البعض 48.6% من أصل المجموع الكلي للأسر، ونسبة 14% من الأسر كان لديها معيلات من الإناث دون وجود شريك، بينما كانت نسبة 3.8% من الأسر لديها معيلون من الذكور دون وجود شريكة وكانت نسبة 33.6% من غير العائلات. تألفت نسبة 29.5% من أصل جميع الأسر من عدة أفراد يعيشون في نفس المنزل ونسبة 11.5% كانت تتألف من شخص يعيش بمفرده يبلغ من العمر 65 عاماً أو أكثر. وبلغ متوسط حجم الأسرة المعيشية 2.33، أما متوسط حجم العائلات فبلغ 2.87.
بلغ العمر الوسطي للسكان 40.0 عاماً. وكانت نسبة 23.4% من القاطنين تحت سن الثامنة عشر، وكانت نسبة 7.8% بين الثامنة عشر والرابعة والعشرين عاماً، ونسبة 24.8% كانت واقعةً في الفئة العمرية ما بين الخامسة والعشرين والرابعة والأربعين عاماً، ونسبة 28.2% كانت ما بين الخامسة والأربعين والرابعة والستين، ونسبة 15.9% كانت ضمن فئة الخامسة والستين عاماً فما فوق. يوجد لكل 100 أنثى 86.6 ذكر، ويوجد لكل 100 أنثى في الثامنة عشر من عمرها فما فوق 81.9 ذكر.
بلغ متوسط دخل الأسرة في البلدة 31,307 دولارًا، أما متوسط دخل العائلة فبلغ 34,479 دولارًا. وكان متوسط دخل الذكور 27,500 دولارًا مقابل 18,684 دولارًا للإناث. وسجل دخل الفرد الخاص بالبلدة 17,115 دولارًا. وكانت نسبة 10.7% من العائلات ونسبة 17.8% من السكان تحت خط الفقر، وكان من هؤلاء نسبة 22.3% تحت سن الثامنة عشر ونسبة 11.2% في الخامسة والستين من العمر وما فوق.

## معرض صور

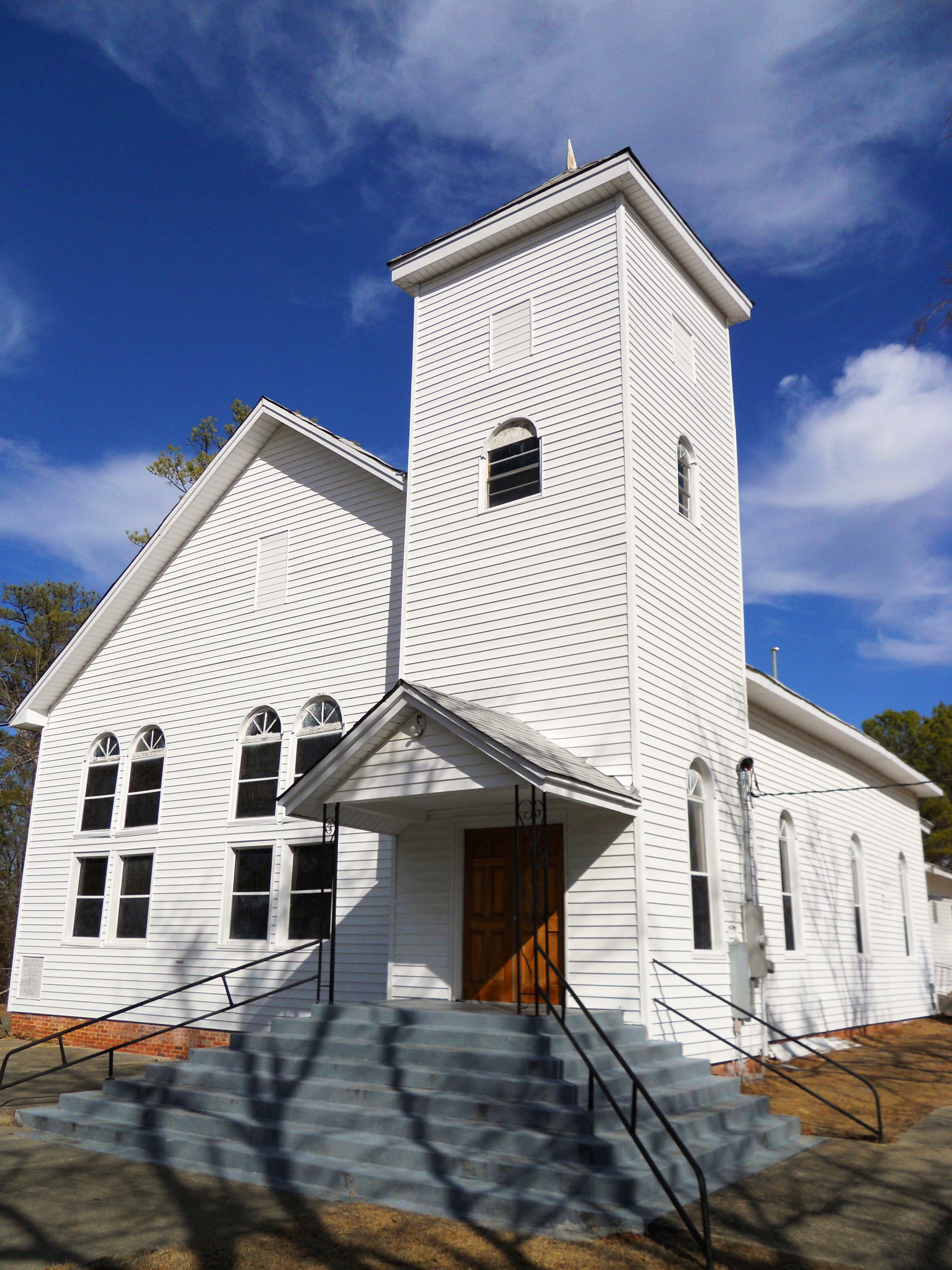
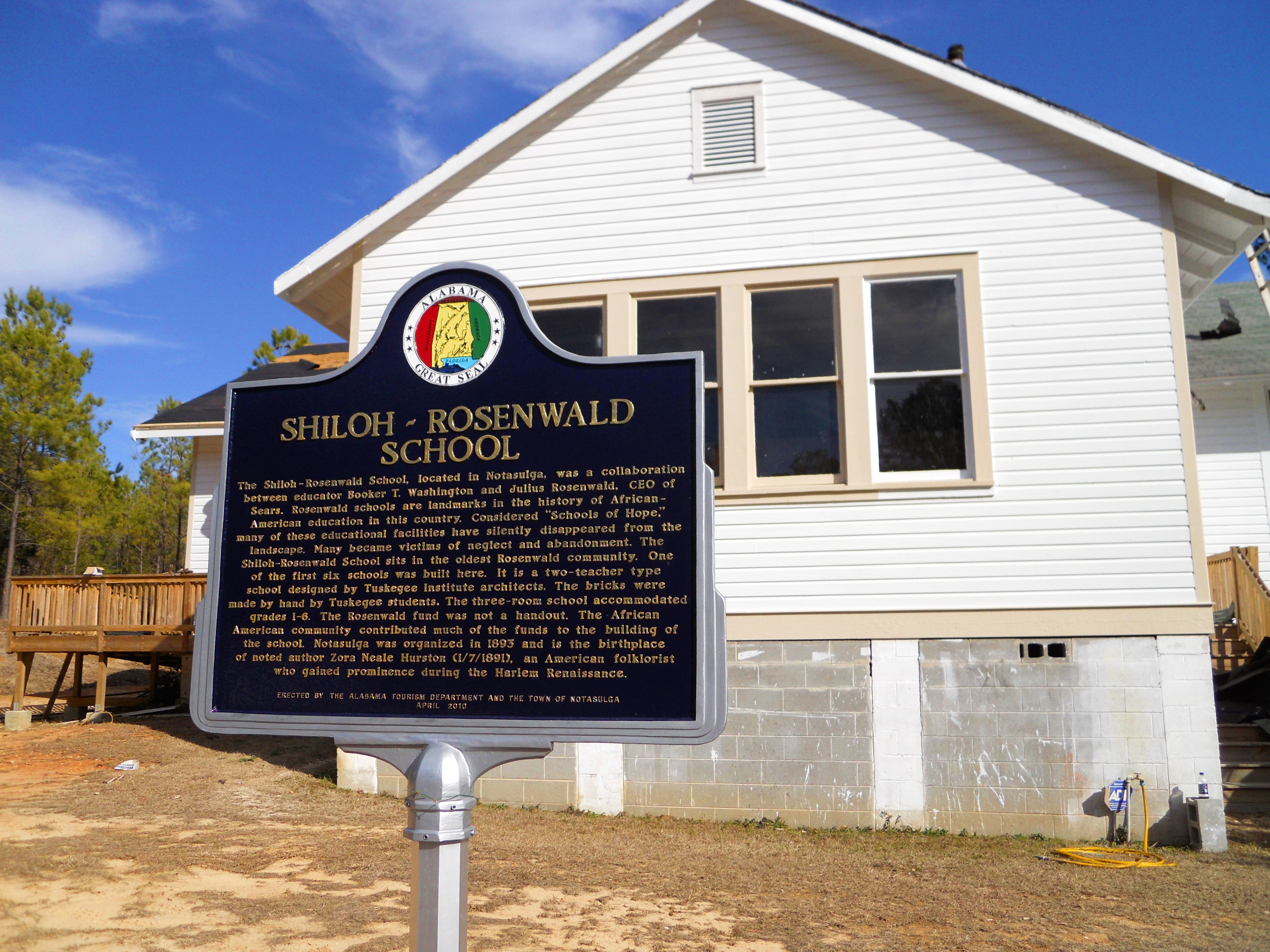
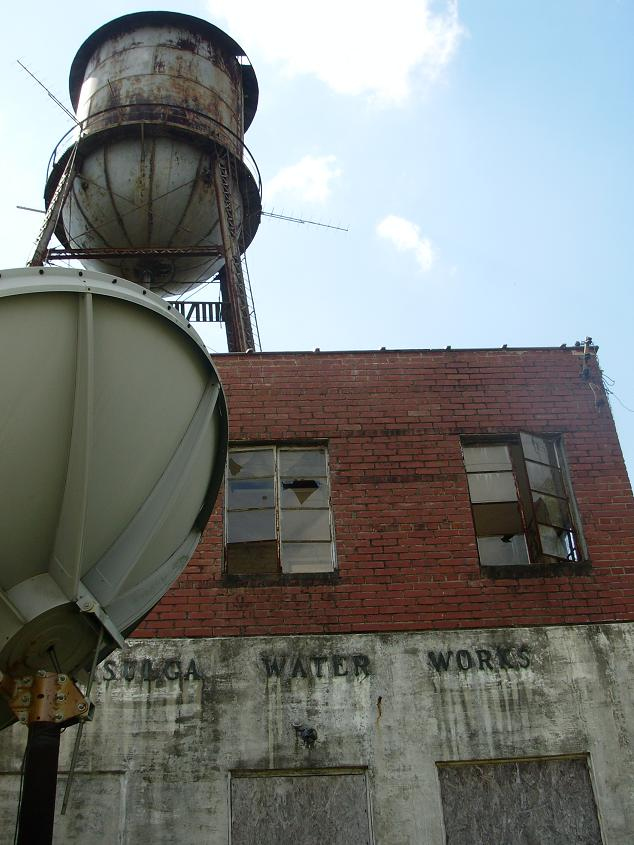
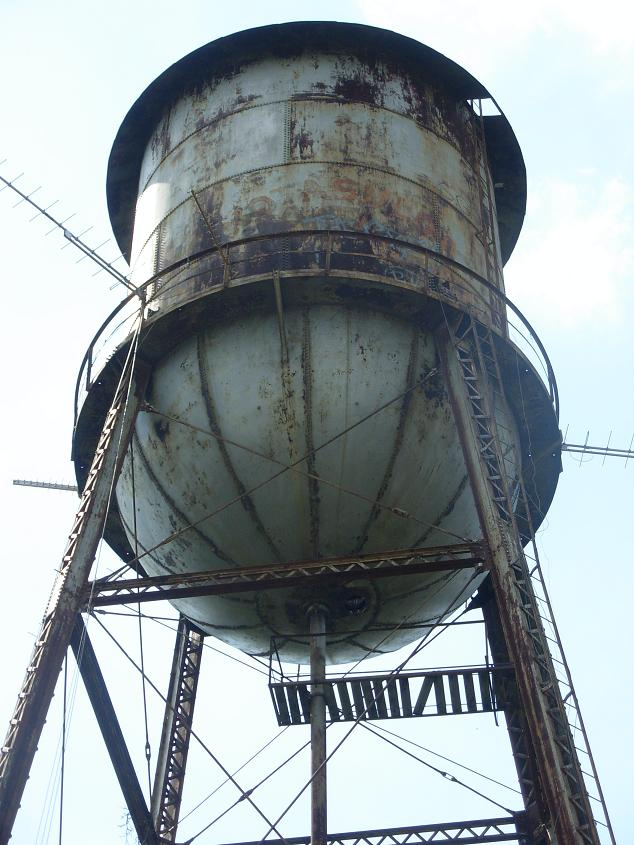
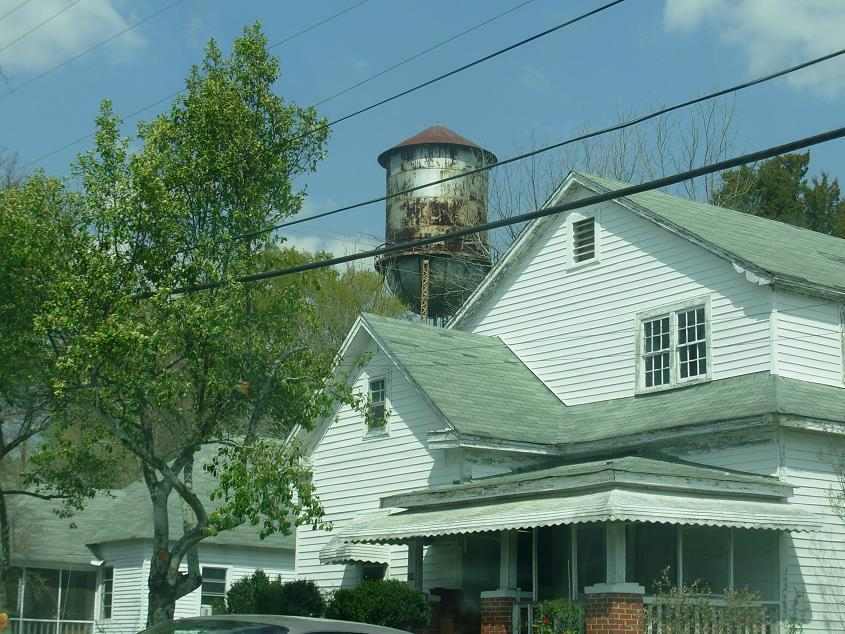
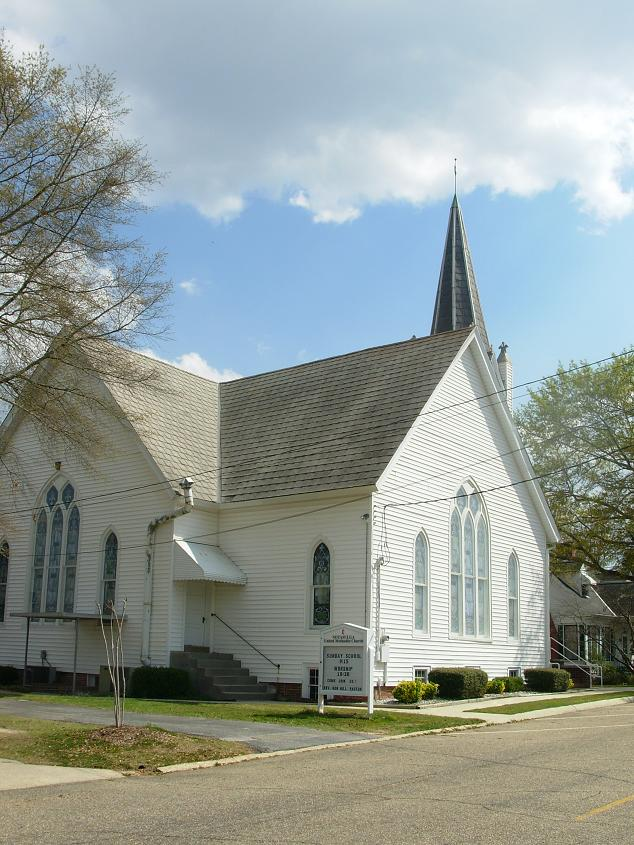

### تعداد عام 2010
بلغ عدد سكان نوتاسولغا 965 نسمة بحسب تعداد عام 2010، وبلغ عدد الأسر 430 أسرة وعدد العائلات 272 عائلة مقيمة في البلدة. في حين سجلت الكثافة السكانية 26.7 نسمة لكل كيلومتر مربع (69.2/ميل2). وبلغ عدد الوحدات السكنية 494 وحدة بمتوسط كثافة قدره 13.7 لكل كيلومتر مربع (35.5/ميل2).
وتوزع التركيب العرقي للبلدة بنسبة 64.97% من البيض و33.26% من الأمريكيين الأفارقة و0.10% من الأمريكيين الأصليين و0.10% من الأمريكيين ذوي الأصول الآسيوية و0.73% من الأعراق الأخرى و0.83% من عرقين مختلطين أو أكثر و0.83% من الهسبانيون أو اللاتينيون من أي عرق.
بلغ عدد الأسر 430 أسرة كانت نسبة 27.9% منها لديها أطفال تحت سن الثامنة عشر تعيش معهم، وبلغت نسبة الأزواج القاطنين مع بعضهم البعض 43.7% من أصل المجموع الكلي للأسر، ونسبة 15.3% من الأسر كان لديها معيلات من الإناث دون وجود شريك، بينما كانت نسبة 4.2% من الأسر لديها معيلون من الذكور دون وجود شريكة وكانت نسبة 36.7% من غير العائلات. تألفت نسبة 33% من أصل جميع الأسر من عدة أفراد يعيشون في نفس المنزل ونسبة 11.2% كانت تتألف من شخص يعيش بمفرده يبلغ من العمر 65 عاماً أو أكثر. وبلغ متوسط حجم الأسرة المعيشية 2.24، أما متوسط حجم العائلات فبلغ 2.84.
بلغ العمر الوسطي للسكان 41.9 عاماً. وكانت نسبة 21.3% من القاطنين تحت سن الثامنة عشر، وكانت نسبة 9.3% بين الثامنة عشر والرابعة والعشرين عاماً، ونسبة 22.9% كانت واقعةً في الفئة العمرية ما بين الخامسة والعشرين والرابعة والأربعين عاماً، ونسبة 29.5% كانت ما بين الخامسة والأربعين والرابعة والستين، ونسبة 16.9% كانت ضمن فئة الخامسة والستين عاماً فما فوق. وتوزع التركيب الجنسي للسكان بنسبة 47% ذكور و53% إناث.

## أعلام
- زورا نيل هيرستون
- تايرون ليفيت
- فاليري بويد